# As Últimas Horas
As Últimas Horas (2009)   é o segundo livro de Celso Kallarrari. Segundo Zanelatto (2003), o título parece, aparentemente, remeter ao tempo final, derradeiro, àquilo que se esvai. No entanto, trata-se de “uma poesia que anuncia lembranças presentes e memoráveis”, “uma poesia intimista que se solidariza com o outro e com o mundo”.  Ou seja, “uma poesia mística” que busca “agregar a potência de Deus à palavra, fortalecendo-a como peça imprescindível na composição do mundo”. Entretanto, trata-se também de “poemas sobre a morte, uma morte com vontade de retorno à velha terra sempre nova, morada do Pai [...], reencontro consigo mesmo” .  Neste livro, segundo Neres (2013), há “elementos críticos do dualismo espaço-tempo e, consequentemente, entre homem-máquina, atual-real, céu-inferno, ordem-desordem” (p. 280), porque, de acordo com o eu lírico, o tempo “não admite demoras, delongas, pois estamos na era da velocidade e tudo é líquido, passageiro” (p. 285). 